# Архивное право
Архивное право (англ. archive law) — юридический термин, появившийся в средние века, который был плотно связан с ленным землевладением и заключавший в себе право землевладельца, имеющего архив как совокупность документов, полученных от власти сюзерена, императора или короля, представлять выписки из этих документов или подлинные документы при рождавшихся правовых спорах по ленному землевладению.
Такое же право присвоила себе церковь, а затем и города, которые в получаемых от императора или Папы Римского привилегиях получали архивное право — хранить эти документы и ссылаться на них, как на неотъемлемое право.
В XIX веке понятие архивного права сильно видоизменилось. Правительство, обладая архивным правом, ввело в его понятие:
1. ведение всех государственных правительственных архивов;
2. требование, чтобы общины участвовали в издержках на содержание исторических архивов;
3. требование, чтобы общины имели свои архивы и вели их надлежащим образом, почему предоставляет себе наблюдение и за общинными архивами.

Создавшееся в наиболее широком виде (с 1850) во Франции архивное право в различных государствах имело весьма различные размеры и толковалось не одинаково.